# La Follette
La Follette is een plaats (city) in de Amerikaanse staat Tennessee, en valt bestuurlijk gezien onder Campbell County.

## Demografie
Bij de volkstelling in 2000 werd het aantal inwoners vastgesteld op 7926.
In 2006 is het aantal inwoners door het United States Census Bureau geschat op 8183, een stijging van 257 (3,2%).

## Geografie
Volgens het United States Census Bureau beslaat de plaats een oppervlakte van
12,6 km², geheel bestaande uit land. La Follette ligt op ongeveer 347 m boven zeeniveau.

## Plaatsen in de nabije omgeving
De onderstaande figuur toont nabijgelegen plaatsen in een straal van 24 km rond La Follette.